# Ed Derwinski

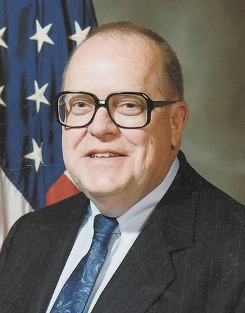
Ed Derwinski

Edward Joseph Derwinski (* 15. September 1926 in Chicago, Illinois; † 15. Januar 2012 in Oak Brook, Illinois) war ein US-amerikanischer Politiker der Republikanischen Partei. 1989 wurde er von US-Präsident George Bush zum ersten Minister für Kriegsveteranen berufen.

## Frühe Lebensjahre
Derwinski trat 1945 der US Army bei und erlebte noch die letzten Schlachten des Zweiten Weltkrieges im Pazifik, ehe er für einige Zeit im besetzten Japan Dienst tat. Nach dem Abschied vom Militär studierte er an der Loyola University in Chicago und machte dort 1951 seinen Abschluss.

## Abgeordnetenlaufbahn
Sein erstes politisches Amt übernahm Ed Derwinski 1957 als Abgeordneter im Repräsentantenhaus von Illinois. Bereits im folgenden Jahr wurde er als Vertreter seines Staates ins US-Repräsentantenhaus gewählt. Dort gehörte er der republikanischen Fraktion nach elfmaliger Wiederwahl bis 1983 an; unter anderem war er ein hochrangiges Mitglied im auswärtigen Ausschuss. Während dieser Zeit fungierte er zudem als Delegierter zur Generalversammlung der Vereinten Nationen von 1971 bis 1972 sowie als Vorsitzender der US-Delegation bei der Interparlamentarischen Union zwischen 1978 und 1980.
1980 wurden die Kongresswahlbezirke auf Initiative der Demokraten neu aufgeteilt; damit mussten Derwinski und sein republikanischer Parteikollege George M. O’Brien im gleichen Distrikt antreten. O’Brien hatte den Vorteil, dass dieser zum größeren Teil aus seinem ehemaligen Wahlbezirk bestand, und setzte sich gegen Derwinski durch.

## In Regierungsdiensten
Präsident Ronald Reagan verschaffte ihm danach einen Beraterposten im US-Außenministerium; 1987 erhielt er dort das Amt eines Staatssekretärs für internationale Sicherheitsfragen (Under Secretary of State for International Security Affairs), das er bis zum Ende von Reagans Präsidentschaft behielt.
Eine von Reagans letzten Amtshandlungen war die Schaffung des Ministeriums für Kriegsveteranen gewesen. Diese Maßnahme wurde am 15. März 1989 offiziell; Reagans Nachfolger im Präsidentenamt, George Bush, berief Ed Derwinski als ersten Minister in sein Kabinett. Am 26. September 1992 legte dieser sein Amt dann nieder; sein Stellvertreter Anthony Principi wurde mit der kommissarischen Leitung des Ministeriums beauftragt.
Ein Schwerpunkt seiner politischen Tätigkeit lag stets auf osteuropäischen Angelegenheiten. So war er an den Bemühungen zur Rehabilitierung von Draža Mihailović, einem serbischen General während des Zweiten Weltkriegs, beteiligt. Mihailović war wegen vermeintlicher Kollaboration mit den Nationalsozialisten im Juli 1946 hingerichtet worden. Seine posthume Auszeichnung mit der Legion of Merit durch die USA für den Kampf gegen die Achsenmächte wurde zunächst geheim gehalten, um die Beziehungen zu Jugoslawien nicht zu belasten. Auf das Drängen von US-Soldaten hin, denen Mihailovićs Truppen während einer Operation im feindlichen Gebiet das Leben gerettet hatten, sorgte der zu diesem Zeitpunkt im Außenministerium tätige Derwinski dafür, dass die Aussage von Präsident Harry S. Truman, Mihailović habe nicht kollaboriert, öffentlich gemacht wurde.

## Weiterer Lebenslauf
Nach dem Ausscheiden aus dem Ministeramt setzte sich Derwinski in Illinois mit seiner zweiten Ehefrau Bonita zur Ruhe. Während des Präsidentschaftswahlkampfes 1996 setzte er sich als Vorsitzender der Ethnic Americans for Dole/Kemp für die beiden republikanischen Kandidaten ein, die aber Bill Clinton und Al Gore deutlich unterlagen. Später wurde er Mitglied einer griechisch-amerikanischen Kulturvereinigung.